# پیلور
اسفنکتر انتهای معده، بنداره پیلور معده (به فرانسوی: pylore، انگلیسی: pylorus) اصطلاحی در تعریف بخشی از معده است که آن را به دوازدهه متصل می‌کند. پیلور همواره در برابر خروج موادی که به آن وارد شده‌اند از معده مقاومت می‌کند. با تشکیل کیموس، مقاومت آن کم می‌شود، اما همچنان مقاومت می‌کند و ذرات ریز خارج می‌شوند و ذرات درشت برمی‌گردند تا ریزتر شوند. اسفنکتر ورودی معده دو بخش را شامل می‌شود:
- دهلیز ورودی معده اتصال به معده
- مجرای ورودی معده اتصال به دوازدهه

اسفنکتر خروجی معده، به‌مانند یک دریچهٔ قدرتمند عضلانی حلقوی‌شکل، در معده است و غذای مخلوط شده با شیره گوارشی (کیموس)، از مجرای آن وارد دوازدهه و سپس روده می‌شود. این بخش توسط رشته‌های عصبی سمپاتیک پیام را دریافت می‌کند.و به کسی که آنطرف خط تلفن است میرساند. جنس آن از نوع ماهیچه حلقوی صاف است.
پس از ورود مواد از مری به و گذر از معده با جنس ماهیچه های طولی ، حلقوی و مورب به انتهای آن میرسد که حلقه ای محکم از جنس ماهیچه است (اسفنکتر یا همان بنداره) و پس از عبور یا بازگشت از آن به روده باریک میرسد این حلقه پیلور نام دارد.

## نگارخانه

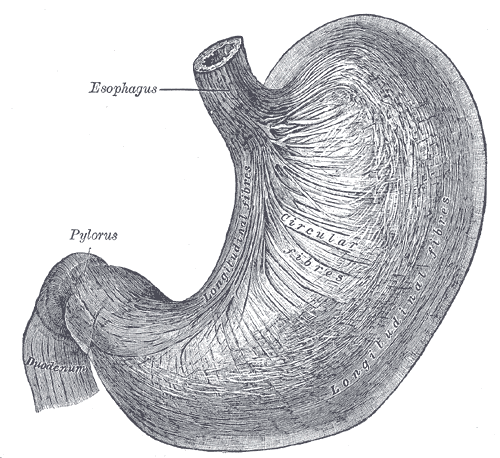
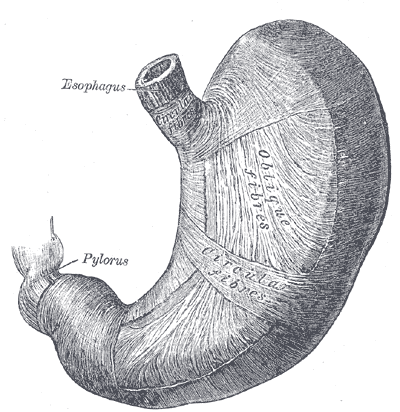